# 바트빌
바트빌(독일어: Wattwil)은 스위스 장크트갈렌주에 있는 토겐부르크 선거구에 있는 자치제이다. 2013년 1월 1일 크리나우(Krinau) 지자체가 바트빌로 합병되었다.

## 지리

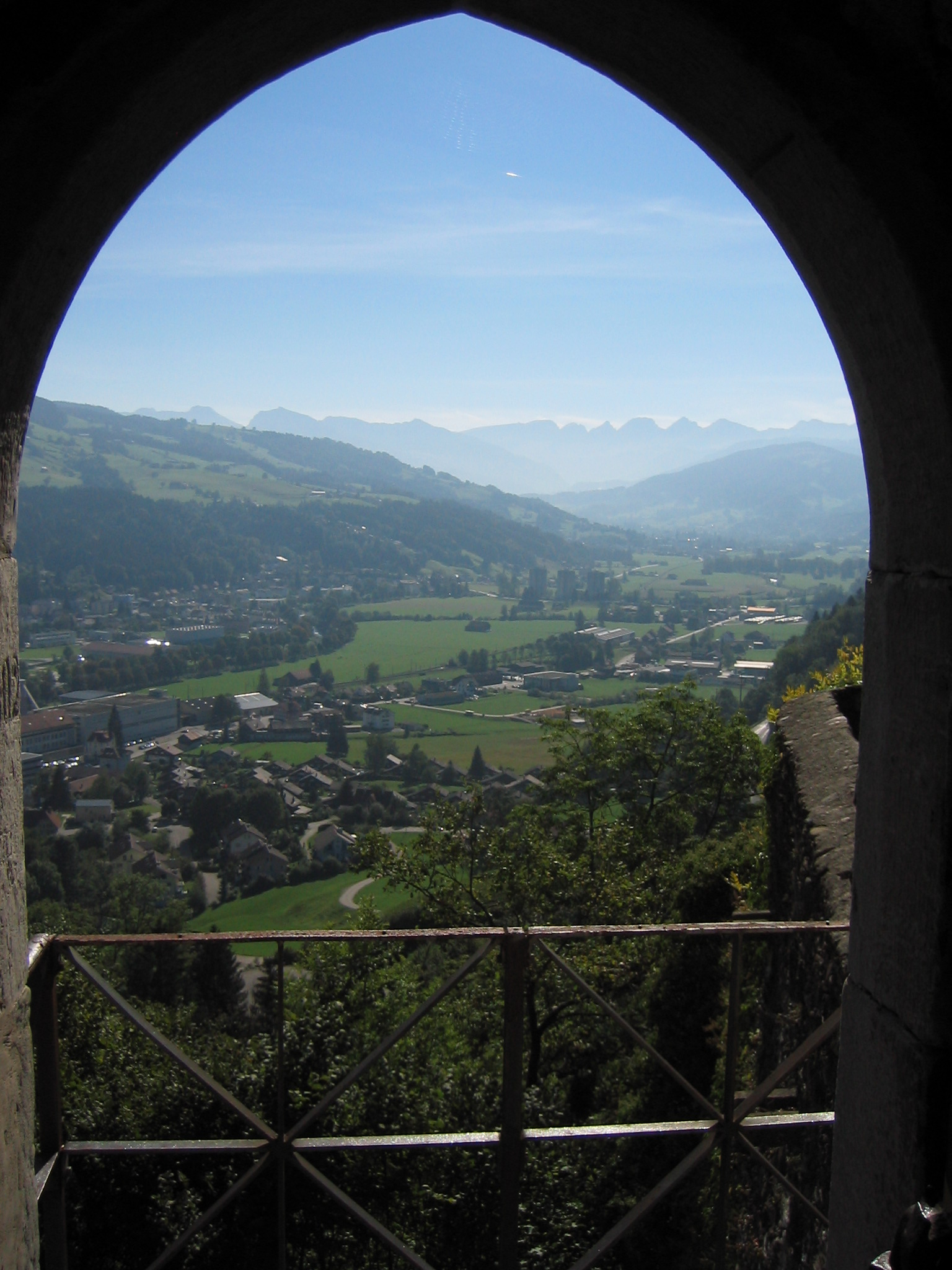
이베르크성에서 본 바트빌

합병 이후 새로운 시정촌의 면적은 51.18k㎡이다.
합병 전 바트빌의 면적은 2006년 기준으로 44k㎡였다. 이 면적 중 52.6%가 농업용으로 사용되고 37.3%가 산림이다. 나머지 토지 중 8.3%는 정착지(건물 또는 도로)이고 나머지(1.8%)는 비생산적(강 또는 호수)이다.
크리나우의 면적은 2006년 기준으로 7.3k㎡였다. 이 면적 중 57.6%가 농업용으로 사용되고, 39.1%가 산림이다. 나머지 토지 중 2.8%는 정착지(건물 또는 도로)이고 나머지(0.6%)는 비생산적(강 또는 호수)이다. 크리나우 마을과 알취빌, 아우(Au), 드라이슐라트(Dreischlatt), 구르트베르크(Gurtberg), 슈플렌베르크(Schuflenberg_, 크리노일리(Krinäuli), 니더베르크(Niederberg), 카프(Kapf) 및 그루벤(Gruben)의 작은 마을로 구성되었다.

## 인구통계
2020년 12월 31일 기준, 바트빌의 인구는 8,837명이다. 2011년 기준, 크리나우의 인구는 260명이다. 2007년 기준으로 인구의 약 23.1%가 외국인이다. 2000년 기준, 외국인 인구 중 독일 192명, 이탈리아 335명, 유고슬라비아 717명, 오스트리아 29명, 터키 388명, 타국 322명이다. 지난 10년 동안 인구는 -2.6%의 비율로 감소했다. 2000년 기준, 인구 대부분은 독일어(86.9%)를 사용하며, 이탈리아어가 두 번째로 많이 사용(2.9%)되고, 세르보-크로아티아어(2.6%)가 세 번째로 사용된다. 2000년기준, 스위스의 공용어 중 7,182명이 독일어, 28명이 프랑스어, 238명이 이탈리아어, 3명이 로만슈어를 사용한다.
2000 년 현재 바트빌의 연령 분포는 다음과 같다. 1,056명(인구의 12.8%)이 0~9세, 1,155명(14.0%(10~19세))이 있다. 성인 인구 중 1,001명(인구의 12.1%(20~29세))이 있다. 1,209명(14.6%)은 30~39세, 1,087명(13.2%)은 40~49세, 1,015명(12.3%)은 50~59세이다. 고령자 분포는 766명(인구의 9.3%(60세))이다. 69세는 70~79세가 594명(7.2%), 80~89세가 322명(3.9%), 90~99세가 60명(0.7%)이다.
2000년에는 1,049명(인구의 12.7%)이 개인 주택에 혼자 살고 있었다. 자녀가 없는 부부(기혼 또는 약혼)의 일부는 1,760명(또는 21.3%)이고, 자녀가 있는 부부의 일부는 4,632명(또는 56.0%)이었다. 한부모 가정에 거주하는 사람은 425명(또는 5.1%)이었고, 한부모 또는 양부모와 함께 거주하는 성인 자녀가 52명, 친척으로 구성된 가구에 거주하는 사람이 21명, 혈연이 아닌 사람, 284명이 시설에 수용되었거나 다른 유형의 공동 주택에 거주하고 있다.
2007년 연방 선거에서 가장 인기 있는 정당은 37.5%의 득표율을 기록한 SVP였다. 다음으로 가장 인기 있는 세 정당은 CVP (17.5%), FDP (15.1%), SP (13.5%)였다.
바트빌에서는 인구의 약 63.1%(25-64세)가 비필수 고등교육 또는 추가 고등교육(대학 또는 응용학문대학)을 완료했다. 바트빌의 전체 인구 중 2000년 기준으로 1,999명(인구의 24.2%)이 이수한 최고 교육 수준은 초등교육을 이수했으며, 2,765명(33.5%)이 중등 교육을 이수했으며, 745명(9.0%)이 중등교육을 이수했다. 고등교육을 받았고 488명(5.9%)은 학교에 다니지 않는다. 나머지는 이 질문에 대답하지 않았다.

## 명소

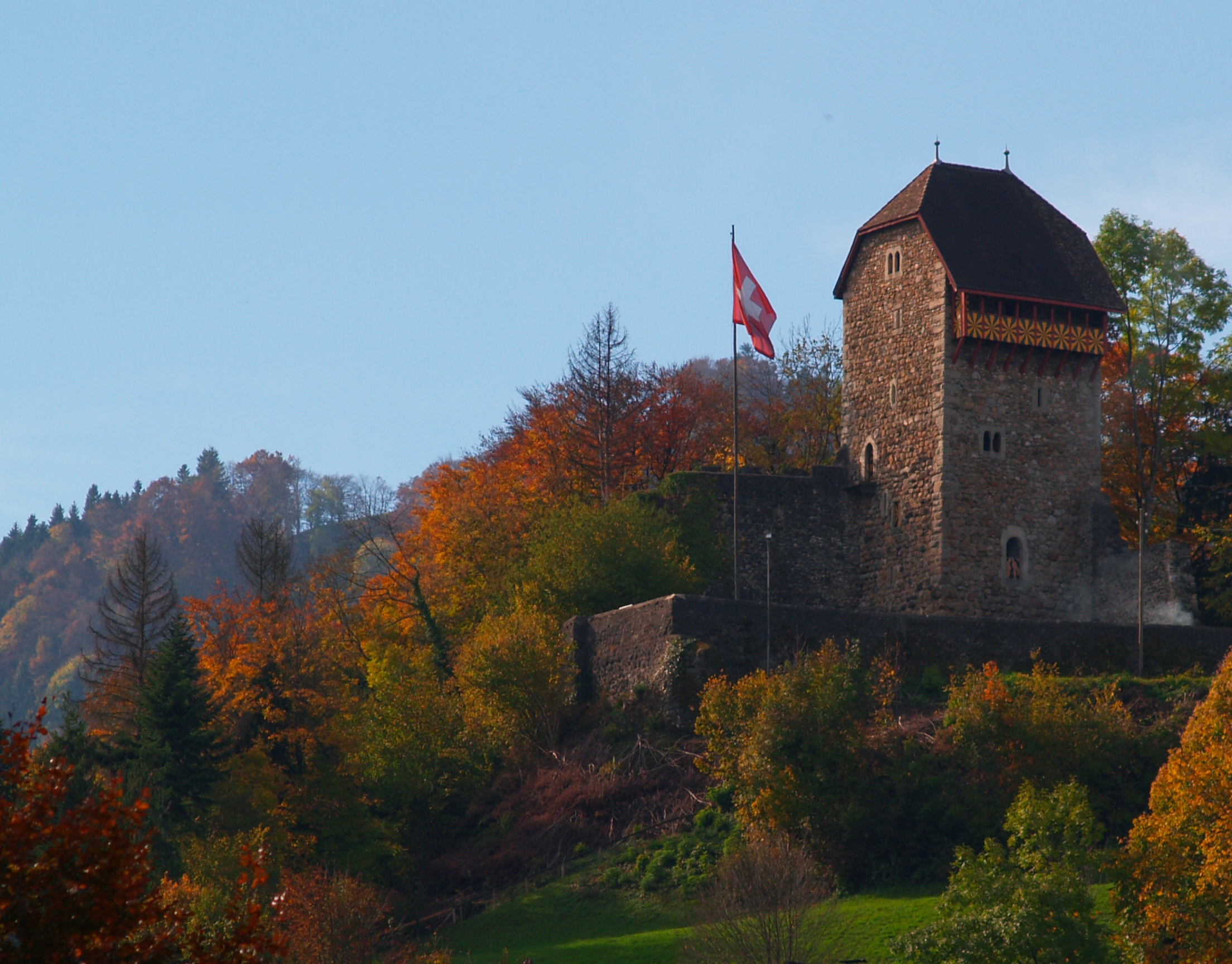
부르크 이베르크(이베르크성)

바트빌과 리히텐슈타이크의 마을은 스위스 유산 목록의 일부로 지정되었다. 교회, 이전 수도원 및 부르크 이베르크를 포함하여 시정촌에 몇 가지 주목할만한 건물이 있다. 신고전주의 개혁주의 개혁주의 교회인 바트빌은 1845-48년에 지어졌으며, 1969년에 복원되었다. 이전 카푸친 수도원인 앙겔스 성모 마리는 벽으로 둘러싸인 수도원으로 지어졌다. 수도원 교회는 1622년에 지어졌다. 합창단과 평신도 형제 본당은 1780년에 재건되었고, 입구는 1893년에 지어졌다. 수도원의 대부분은 1730-82년에 지어졌다. 부르크 이베르크(이베르크성)는 1240년에 하인리히 폰 이베르크에 의해 지어졌다. 1405년 아펜첼 전쟁 때 손상되었다가 곧 재건되었다. 일부 주택은 1835년에 철거되었지만, 지붕과 흉벽은 새로 만들어진 것이다.

## 경제
2007년 현재 바트빌의 실업률은 1.75%이다. 2005년 기준으로 1차 경제 부문에 383명이 고용되어 있고, 이 부문에 약 164개 기업이 참여하고 있다. 1,608명이 2차 부문에 고용되어 있고, 이 부문에 108개의 기업이 있다. 2,421명이 3차 부문에 고용되어 있으며, 이 부문에는 300개의 기업이 있다.
2009년 10월 현재 평균 실업률은 4.0%이다. 지자체에는 544개의 기업이 있었고, 그중 108개는 경제의 2차 부문에 참여했고 282개는 3차 부문에 참여했다.
2000년 기준으로 2,520명의 거주자가 지자체에서 일했으며, 1,621명이 바트빌 외부에서 근무했으며, 1,937명이 일을 위해 지자체로 통근했다.

## 종교
2000년 인구 조사에 따르면 3,319명(40.2%)이 로마 가톨릭 신자이고, 2,879명(34.8%)이 스위스 개혁 교회에 속해 있다. 나머지 인구 중 크리스찬 가톨릭 교회 신자는 2명(인구의 약 0.02%) 이고, 정교회는 215명(약 2.60%)이며, 다른 기독교 교회에 속한 245명(인구의 약 2.96%)이다. 유대인은 4명(약 0.05%)이고, 이슬람교는 807명(약 9.76%)이다. 다른 교회(약 1.26%)에 속한 104명(약 1.26%)이 다른 교회에 속해 있으며(약 5.37%), 246명( 인구의 약 5.37%)이 교회에 속하지 않았고, 불가지론 또는 무신론자이며, 또는 인구의 약 2.98%)가 질문에 대답하지 않았다.

## 교통

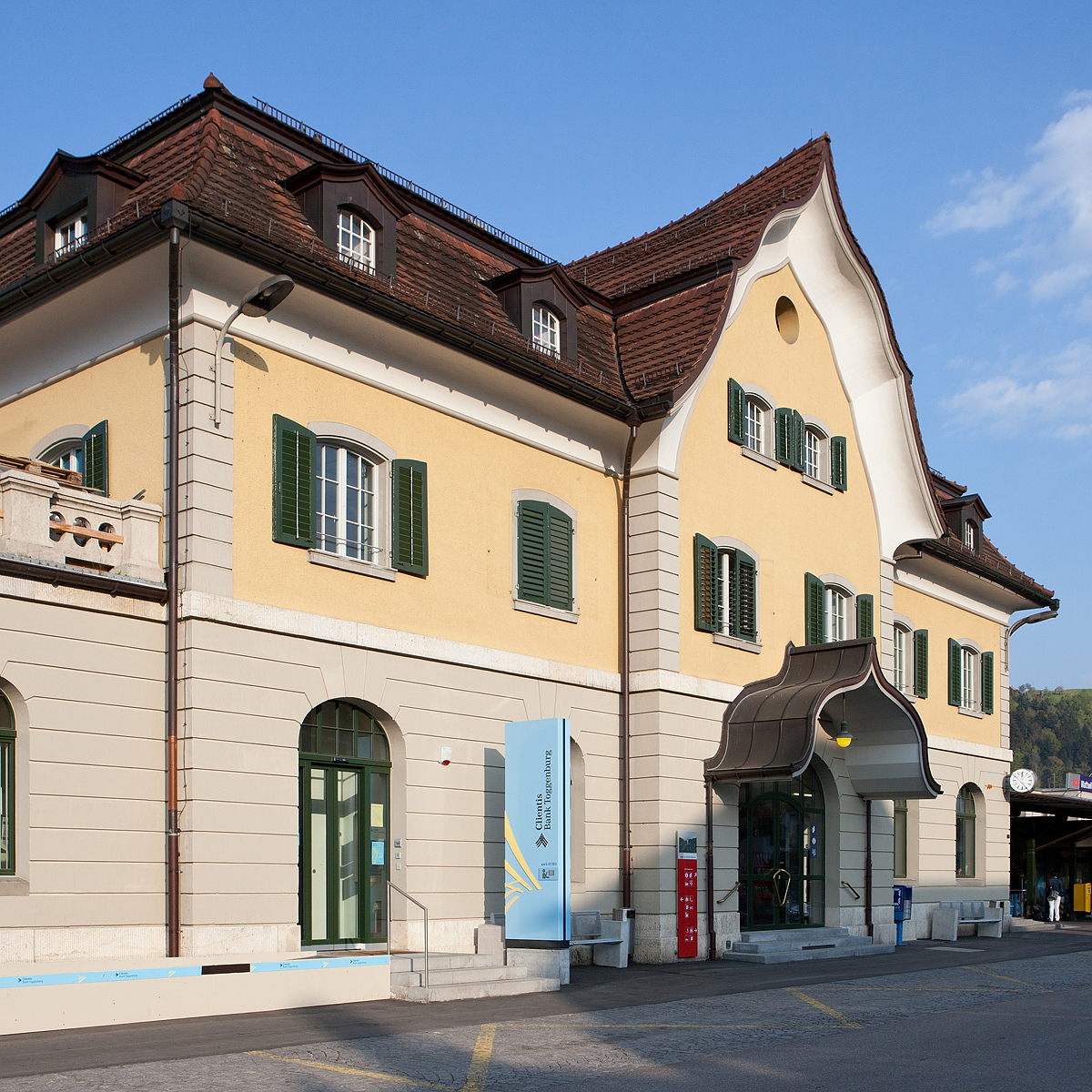
바트빌역 역사 2013년

토겐부르크 철도가 1870년 6월 24일 빌 – 에브나트-카펠 노선에서 운영되기 시작한 이래로 바트빌은 철도로 접근할 수 있었다. 1910년 10월 1일 보덴제-토겐부르크철도(BT)가 로만스호른-장크트갈렌-바트빌 노선과 SBB 리켄선 바트빌- 우츠나흐를 공동으로 개통 했을 때, 바트빌은 토겐부르크 철도의 교차점이 되었다. 1912년 10월 1일, BT는 애부너투-카펠에서 오버토겐부르크, 네슬라우-노이 장크트 요한까지 토겐부르크 철도의 연장선을 개통했다.
바트빌은 매시간 포어알펜 익스프레스를 통해 장크트갈렌과 라퍼스빌 – 루체른에 연결된다. 지역 교통에서 바트빌은 장크트갈렌 S-반의 S4, S8 및 S9 노선을 통해 연결된다. 바트빌역이 있는 장크트갈렌-바트빌-네슬라우- 노이 장크트 요한 노선은 현재 쥐트베스트 철도(SOB)가 소유하고 있는 반면, 바트빌-우츠나흐-라퍼스빌 노선은 SBB에 속한다.

## 같이 보기
- 바트빌역